# 小行星2089
小行星2089（2089 Cetacea）是一颗围绕太阳公转的小行星。1977年11月9日，諾曼·G·托馬斯在可可尼诺县发现了此天体。
該小行星以鯨豚類命名。
这颗小行星的绝对星等为287.0346331975589等。